# Bytecoin
Bytecoin (BCN) e първата криптовалута, базирана на технологията CryptoNote, пусната през юли 2012 година като анонимна платежна система. Използван е софтуер с отворен код. Трансакциите са анонимни.

## История
След запускането през 2012 г., са извършени няколко подобрения. През 2013 г. оригиналната разработка на Java е адаптирана на C++.
На 31 март 2015 г. екипът разработващ Bytecoin обявява своята програма за бъдещо развитие на криптовалутата.
- платежен шлюз, способен да обработва едновременно хиляди трансакции
- графичен потребителски интерфейс (GUI) пуснат през април 2015 г.
- приложно-програмен интерфейс (API) на няколко нива за интегриране с друго програмно обезпечение
- система от псевдоними на основата на блокчейн
- блокирани активи
- смарт-контракти с вграден език за обучение.

## Особености
Bytecoin използва доказателство за свършена работа, посредством разширената система от команди AES на микропроцесорите x86 и голямо количество памет, което прави майнинга на GPU и ASIC по-малко ефективен, в сравнение с Биткойна.
Bytecoin използва CryptoNote, посредством колективен подпис на алгоритъма EdDSA, предложен от американския математик Даниел Бернщайн(англ.)бълг. Към алгоритъма е добавена допълнителна обфускация на трансакциите.
Напълно анонимна система на трансакциите.
Несвързани трансакции – винаги се използва еднократен ключ, дори когато изпращача и получателя осъществяват последователно няколко трансакции, дори и когато адресите са на един и същ притежател.
Съпротивление на блоковата верига – CryptoNote понижава риска при повторно използване на ключове и трасета на маршрутите. Всеки адрес на платеж е уникален еднократен ключ и за изпращача и за получателя. Подписите на входа пораждат неопределеност.
Ключови възможности на Bytecoin:
- Трансакциите се обработват за около 2 минути.
- Създателите на Bytecoin твърдят, че разбиването на шифъра изисква огромно количество енергия за необходимите изчислителни процеси.
- невъзможност да се получи информация за трансакциите, ако притежателят им не разреши това на получателя и на трета страна.[1][7]

## Използване
Bytecoin основно се използва за анонимни трансакции.
На 1 декември 2017 г. хотелът Dukley Hotel & Resort в Черна гора позволява резервации със заплащане чрез Bytecoin.